# Воробьёв, Андрей Харлампьевич
Андре́й Харла́мпьевич Воробьёв (род. 10 декабря 1953, Подольск) — ведущий сотрудник химического факультета МГУ им. М. В. Ломоносова, профессор, доктор химических наук (с 1996 года), профессор по кафедре химической кинетики (с 21 июля 2004 года).

## Биография
Родился в городе Подольске Московской области. Отец — Воробьёв Харлампий Сергеевич, доктор технических наук, специалист в области строительных материалов, выпускник Московского химико-технологического института имени Д. И. Менделеева (1951 года) (ныне — РХТУ им. Д. И. Менделеева); мать — Воробьёва Маргарита Андреевна, на тот момент — аспирантка Менделеевского института, позднее — доцент по кафедре вяжущих материалов, кандидат технических наук.
До третьего класса учился в школе в Подольске, пока отец не стал работать во Всесоюзном научно-исследовательском институте строительных материалов (ВНИИСтром) в поселке Красково Люберецкого района Московской области, куда переехала вся семья. С ранних лет интересовался естественными науками, позже стал формироваться серьезный интерес к химии, подкрепляемый деятельностью родителей, а также, в частности, большими возможностями к домашнему экспериментированию.
После окончания школы поступил в Московский государственный университет имени М. В. Ломоносова, на химический факультет. Будучи студентом, работал некоторое время на кафедрах неорганической химии, аналитической химии, органической химии, а на третьем курсе остановился на кафедре химической кинетики, где и работал до окончания учёбы и в 1977 году выполнил дипломную работу под руководством Владимира Ивановича Пергушова. Тема дипломной работы — «Фотохимическая изомеризация и фотохимическая диссоциация азометана при низких температурах в стеклообразных матрицах»
Во время учёбы в аспирантуре, под руководством Владимира Самуиловича Гурмана, бывшего тогда руководителем группы, написал и защитил кандидатскую диссертацию в 1981 году на тему: «Фотохимические реакции обмена лигандов в комплексных соединениях Cr(III) в твердой фазе при низких температурах». В 1996 году защитил докторскую диссертацию по совокупности работ (некоторые из работ -), с 1996 года А. Х. Воробьёв — доктор химических наук.
Профессор по кафедре химической кинетики с 21 июля 2004 года.

## Научная деятельность и результаты
Работа А. Х. Воробьёва, которой посвящена кандидатская диссертация, была связана с комплексными соединениями хрома(III) в твердой фазе при низких температурах. Было обнаружено, что при облучении возможно протекание реакций обмена лигандами, несмотря на то, что вещество находится в твердом состоянии.
Следующим этапом деятельности стали исследования в области фотоселекции (явления избирательного поглощения частицами вещества света различной поляризации) и фотоориентации (явления возникновения анизотропии вещества при облучении). Эти явления были обнаружены ещё в начале двадцатого века, однако описывались малоинформативными характеристиками и не были изучены детально. Одним из первых объектов новых исследований были парамагнитные частицы Hal2- (где Hal = Cl, Br, I), способные к фотоориентации при облучении плоскополяризованным светом. Изучалась фотоориентация и индуцированная светом подвижность частиц в стекле. Парамагнитные свойства частиц обусловливали возможность исследования ориентационных характеристик вещества методом ЭПР, который оказался гораздо эффективнее более популярных на тот момент оптических методов.
В лаборатории химической кинетики начали разрабатываться методы обработки данных ЭПР-спектроскопии для извлечения наиболее детальной информации об ориентационном распределении частиц. Для многих веществ стало возможным получение функции плотности ориентационного распределения парамагнитных частиц (так называемая ориентационная функция распределения). Другим важным компонентом исследований было математическое описание динамики процессов фотоориентации и фотоселекции, ранее почти не проводившееся. Были получены кинетические уравнения, описывающие эти процессы.
Также разрабатывался один из способов изучения ориентации в диамагнитных веществах — метод спинового зонда, заключающийся во внедрении в структуру изучаемого вещества парамагнитных частиц, по ориентационному распределению которых можно судить и об ориентации молекул самого вещества. Последние десять лет группа профессора занимается почти исключительно спиновыми зондами.
Расчет ориентационной функции распределения представляет собой обратную задачу: нахождение параметров модели, при которых рассчитанная величина наиболее соответствует эксперименту. Первые объекты были кристаллическими или стеклообразными, в большой степени упорядоченные и малоподвижные. Далее же методы расчета совершенствовались и также учитывали движения частиц, характеристические времена которых меньше характеристического времени метода ЭПР: вращения, либрации и др. В настоящее время большое внимание уделяется жидким кристаллам, как очень многообещающим веществам в сфере разработки так называемых «умных материалов». Под руководством А. Х. Воробьёва выполнена кандидатская работа аспиранта А. В. Богданова на тему: «Кинетика и механизм фотоориентации азобензолсодержащего жидкокристаллического полимера», предложившая и подтвердившая один из механизмов фотоориентации.
Фотоориентация, фотоселекция и использование метода ЭПР являются основными направлениями в группе А. Х. Воробьёва, однако есть некоторые планы исследований в других областях. Профессора давно интересуют реакции, в которых спонтанно нарушается энантиомерная симметрия: единственным подробно изученным примером такой реакции является реакция Соаи, — однако пока что нет достаточного объёма информации о других случаях нарушения энантиомерной симметрии. Среди других задач научной группы можно назвать изучение оксидов графена методом ЭПР, являющихся принципиально новым объектом с точки зрения этого метода, и исследование процессов, протекающих при сверхкритической обработке полимеров, а также свойств получаемых материалов методом парамагнитного зонда.

## Премия президента Российской Федерации
В начале 2000-х началось тесное сотрудничество химического факультета МГУ и Института химической физики РАН для улучшения качества учебного процесса на химическом факультете. Приглашались специалисты института химической физики для чтения лекций студентам и аспирантам, задействовалась материально-техническая база Института химической физики. Группа профессоров химического факультета и академиков РАН разрабатывала новые учебные планы для организации взаимодействия и учебного процесса.
Коллектив наиболее активных участников нового проекта участвовал в конкурсе на получение премии и 3 октября 2002 года ему была присуждена премия Президента РФ в области образования «За создание на базе новейших достижений современной физики интегрированной системы высшего химического образования для учебных заведений высшего профессионального образования»

## Преподавательская деятельность
Помимо научной деятельности, в настоящее время профессор активно занимается преподаванием на химическом факультете, где практически ежегодно читает лекции по следующим учебным курсам:
1. 2015 Теория элементарного акта химических реакций для аспирантов
Автор: Воробьёв А. Х.
2. 2014 Кинетика сложных химических реакций
Авторы: Чумакова Н. А., Воробьёв А. Х.
3. 2013 Основы фотохимии
Автор: Воробьёв А. Х.
4. 2013 Введение в фотохимию
Автор: Воробьёв А. Х.
5. 2012 Пограничные области химической физики и физической химии: кинетика процессов в конденсированных фазах и на межфазных границах
Авторы: Воробьёв А. Х., Цирлина Г. А., Фельдман В. И., Данилов А. И., Назмутдинов Р. Р.
6. 2008 Дополнительные главы физической химии
Автор: Воробьев А. Х.
7. 2003 Теория диффузионно контролируемых реакций
Автор: Воробьёв А. Х.
8. 2003 Макрокинетика
Автор: Воробьёв А. Х.
9. 1994 Теория элементарного акта химических реакций в конденсированной фазе
Авторы: Бендерский В. А., Воробьёв А. Х.
Также является научным руководителем 6 кандидатских диссертаций и более 11-ти дипломных работ .

## Монографии
1. Экспериментальные методы химии высоких энергий. Под общ. ред. М. Я. Мельникова / М. Мельников, Е. Багрянская, Ю. Вайнштейн и др. — Изд-во Московского университета г. Москва, 2009. — С. 824.
2. Практическая химическая кинетика / А. Воробьёв, В. Иванов, Л. Китаев и др. — Издательство Московского университета, издательство Санкт-Петербургского университета Москва, Санкт-Петербург, 2006. — С. 592.
3. Химическая кинетика в задачах с решениями. Кинетика фотохимических процессов / М. Мельников, А. Воробьёв, В. Иванов, Б. Ужинов. — Издательство Московского университета Москва, 2004. — С. 93.

## Семья и личная жизнь
- Жена — Воробьёва Евгения Вениаминовна — кандидат химических наук.
- Сыновья — Сергей, Всеволод.